# USS Wisconsin (BB-64)
USS Wisconsin (BB-64), còn được gọi là "Wisky" hoặc "WisKy", là một thiết giáp hạm, con tàu thứ hai của Hải quân Hoa Kỳ được đặt tên theo bang Wisconsin, Mỹ. Nó được lắp ráp tại nhà máy đóng tàu hải quân Philadelphia ở Philadelphia, Pennsylvania và ra mắt vào ngày 7 tháng 12 năm 1943 (2 năm sau trận Trân Châu Cảng), được tài trợ bởi vợ của Thống đốc Wisconsin, Walter Goodland.